# Fevansia aurantiaca
Fevansia aurantiaca är en svampart som beskrevs av Trappe & Castellano 2000. Fevansia aurantiaca ingår i släktet Fevansia och familjen hartryfflar.   Inga underarter finns listade i Catalogue of Life.